# Axiocerses
Axiocerses là một chi bướm ngày thuộc họ Lycaenidae.

## Các loài
- Axiocerses harpax (Fabricius, 1775)
- Axiocerses tjoane (Wallengren, 1857)
- Axiocerses bambana Grose-Smith, 1900
- Axiocerses styx Rebel, 1908
- Axiocerses amanga (Westwood, 1881)
- Axiocerses maureli Dufrane, 1954
- Axiocerses punicea (Grose-Smith, 1889)
- Axiocerses argenteomaculata Pagenstecher, 1902
- Axiocerses jacksoni Stempffer, 1948
- Axiocerses bamptoni Henning & Henning, 1996
- Axiocerses callaghani Henning & Henning, 1996
- Axiocerses coalescens Henning & Henning, 1996
- Axiocerses collinsi Henning & Henning, 1996
- Axiocerses croesus (Trimen, 1862)
- Axiocerses heathi Henning & Henning, 1996
- Axiocerses karinae Henning & Henning, 1996
- Axiocerses kiellandi Henning & Henning, 1996
- Axiocerses melanica Henning & Henning, 1996
- Axiocerses nyika Quickelberge, 1984
- Axiocerses susanae Henning & Henning, 1996